# Jamarr Sanders
Jamarr Rodez Sanders (Chicago, Illinois; 2 de agosto de 1988) es un jugador de baloncesto estadounidense que pertenece a la plantilla del Scaligera Basket Verona de la Lega Basket Serie A, la primera categoría del baloncesto en Italia. Mide 1,98 metros de altura, y juega de escolta.

## Trayectoria deportiva
Formado entre Northwest Florida State y UAB Blazers, jugó con los Austin Toros en la D-League.
LLegó a Italia en 2013 para jugar en las filas del Veroli Basket, donde promedió 14 puntos, 5.2 rebotes y 2.7 asistencias por partido.
En julio de 2014 firma por el Aquila Basket Trento de la liga italiana.
El 1 de noviembre de 2022, firma por el Scaligera Basket Verona de la Lega Basket Serie A, la primera categoría del baloncesto en Italia.